# Севдалинка
 Тази статия е за песните севдалинки.  За името вижте Севда.  
Севдалинка или Любопевка е босненска любовна песен с тъжна и копнежна атмосфера, със силни източни музикални мотиви.Често се отнася до традиционни песни, които са били предавани изключително устно по време на тяхното създаване. 

## Етимология
Думата севдалинка произлиза от турската дума sevda, която означава любов, докато значенията на сродната дума севдах са – ласка, любовен копнеж, страст, екстаз, пламенно желание, дълбока склонност, пламенна склонност; обичам страданието, въздишането.
Също така, „Дерт“ (или „Севдах“) е чувство, присъщо на всички балкански народи и корените му са свързани с поезията и изкуството на Изтока. Този израз означава психологическо състояние: „Днес сме, утре кой знае къде сме!“. Сръбската музика изразява това чувство, като избягва ориенталските стълби и ги заменя с трилъри и други декорации, достойни за френската барокова музика. 
Съществуват и възгледи, че думата sevdah, която е в основата на думата sevdalinka, произлиза от арабската дума savida, което означава черна жлъчка, която според арабските и гръцките лекари е един от четирите елемента, които изграждат човека. тяло. Тъй като любовта е причината за меланхоличните настроения, тя се свързва с черната жлъчка. Следователно на турски език сауда е в основата на думата севда (по турски Севда), което означава любов. С добавянето на буквата х се създава севдах, от който карасевдата е още по-мрачен, по-тъжен и по-любящ, последният етап на любовния екстаз и съпътстващата скръб и скръб, които хората могат да опишат с думи.

## Произход на Севдалинка
Омер Побрич дава следната дефиниция на севдалинка: „Севдалинка е босненска, градска любовна песен, където думата „босненски“ географски определя автохтонността на севдалинка, думата „градско“, а думата „любов“ „темата на съдържанието“.
Севдалинка е предимно градска босненска народна песен, въпреки че е популярна, написана, композирана и пята в цяла Югоизточна Европа, особено в Сърбия и Черна гора.Корените му датират от времето на османското владичество на Балканския полуостров, като оригиналните автори на много севдалинки са предимно неизвестни, поради което за севдалинка може да се говори като за народна песен.
| „ | Да приемаш национално севдалинка и саз (както е днес в случая с ислямското население) или да ги отхвърляш национално (както правят днес православните и католиците) е един от най-големите парадокси в историята на музиката. – Дякон Владимир Савич в текста „За произхода на саза и севдалинка“ | “ |

В музикално отношение Севдалинка се характеризира с леко, бавно или умерено темпо и богата хармония, които оставят меланхолично усещане у слушателя. Със своята структура севдалинките са много сложни песни, изпълнени с емоции и традиционно се изпълняват с много страст и душа.
Вокалният изпълнител на севдалинка често налага ритъма и темпото на песента, които могат да варират в хода си. Песента обикновено се изпълнява от един мъжки вокалист, въпреки че женските вокали не са рядкост. Обикновено се изпълнява от малък оркестър, който съдържа акордеон (най-известният инструмент в ансамбъла), цигулка, (предимно класически) китари с пластмасови струни и/или понякога други струнни инструменти, флейта или кларинет, контрабас и барабани, въпреки че традиционните народни инструменти са били използвани и преди. като саз. Между строфите почти винаги може да се чуе соло на акордеон или цигулка. Нейните текстове са балади, обикновено посветени на влюбването или несподелената любов, а оттам идва и произходът на севдалинка, която освен значението на „любов“ съдържа и други значения като: „страст“ или „любовно съжаление“.

## Изпълнители
Най-изтъкнатите тълкуватели на севдалинка през 20 век в Сърбия са Сафет Исович, Неделко Билкич, Неджад Салкович, Заим Имамович, Слободан Лалич, Мехо Пузич, Химзо Половина, Винко Бърнада, а между най-известните са Беба Селимович, Нада Мамула, Зехра Деович, Зора Дублевич, Силвана Арменулич, Аземина Грбич, Вида Павлович и Ясна Кочияшевич.
Въпреки че се изпълнява предимно от изпълнители на традиционна народна музика, севдалинка се изпълнява и от музиканти, които традиционно не принадлежат към този жанр. Така по време на богатата им кариера севдалинка е записана или изпълнена от Йосипа Лисак (легендарно изпълнение на песента на Сафет Исович „Omer-beže“), Ибрица Юсич (с целия албум на севдалинка Amanet от 2003 г. ), Ядранка Стоякович („Što te nema“), Тоше Проески и Здравко Чолич и севдалинка са взети за основа на няколко песни от загребския певец и автор на песни Джони Стулич (неговата група Azra е кръстена на стих от севдалинка: „Името ми е Ел Мухамед, от племето на старите, Азра“). Една от песните на Джордже Балашевич се казва „Севдалинка“.
През 90-те години на миналия век ансамбълът Mostar sevdah reunion се събира в Мостар и в началото на 2000-те записва нова версия на редица популярни босненски севдалинки, като по този начин работи за широкото му популяризиране на световната музикална сцена. Ансамбълът си сътрудничи с големите на етнопесента в региона (напр. Есма Реджепова, Шабан Байрамович и Лиляна Бътлъ) и получава значителни награди, представяйки севдалинка на много хора по света.

## Писатели на севдалинки
Някои писатели, като Лаза Костич, Йован Илич и синове, Йован Йованович Змай, Яков Игнятович, Бранко Радичевич, Янко Веселинович, Алекса Шантич, Йован Дучич, също са автори на любовни песни, които стават известни севдалинки чрез композиране на музика в дух на севдах. , Йовица Петкович, Исмет Алайбегович Шербо, Сафет Кафеджич и др.Авторът не познава голям брой севдалинки и те се считат за част от народната традиция, т.е. фолклорни песни. В края на 19 век текстовете на севдалинка започват да се записват в по-голям мащаб. Франьо Ксавер Кухач е сред първите, които събират и написват текстове на севдалинка, следван от чешкия етномузиколог Лудвик Куба, който през 1893г . Той прекарва четири месеца в Босна и Херцеговина и събира и записва текстовете на 1113 песни.